# Gumery
Gumery ist eine französische Gemeinde mit 220 Einwohnern (Stand: 1. Januar 2022) im Département Aube in der Region Grand Est. Sie gehört zum Arrondissement Nogent-sur-Seine, zum Kanton Nogent-sur-Seine und ist Teil des 2006 gegründeten Gemeindeverbands Nogentais.

## Geographie
Gumery liegt rund 57 Kilometer westnordwestlich von Troyes und rund 78 Kilometer südöstlich von Paris im Nordwesten des Départements Aube.
Nachbargemeinden sind Courceroy im Norden, Fontenay-de-Bossery im Osten, Traînel im Süden und Südosten, Fontaine-Fourches im Südwesten sowie Villiers-sur-Seine im Westen und Nordwesten.

## Bevölkerungsentwicklung
| Jahr                       | 1793 | 1800 | 1806 | 1841 | 1851 | 1856 | 1911 | 1921 | 1962 | 1968 | 1975 | 1982 | 1990 | 1999 | 2006 | 2011 | 2016 |
| Einwohner                  | 330  | 316  | 295  | 356  | 356  | 331  | 307  | 254  | 242  | 227  | 217  | 202  | 210  | 216  | 224  | 239  | 244  |
| Quellen: Cassini und INSEE |      |      |      |      |      |      |      |      |      |      |      |      |      |      |      |      |      |

## Sehenswürdigkeiten
- Kirche Saint-Sévère, erbaut Ende des 12. Jahrhunderts

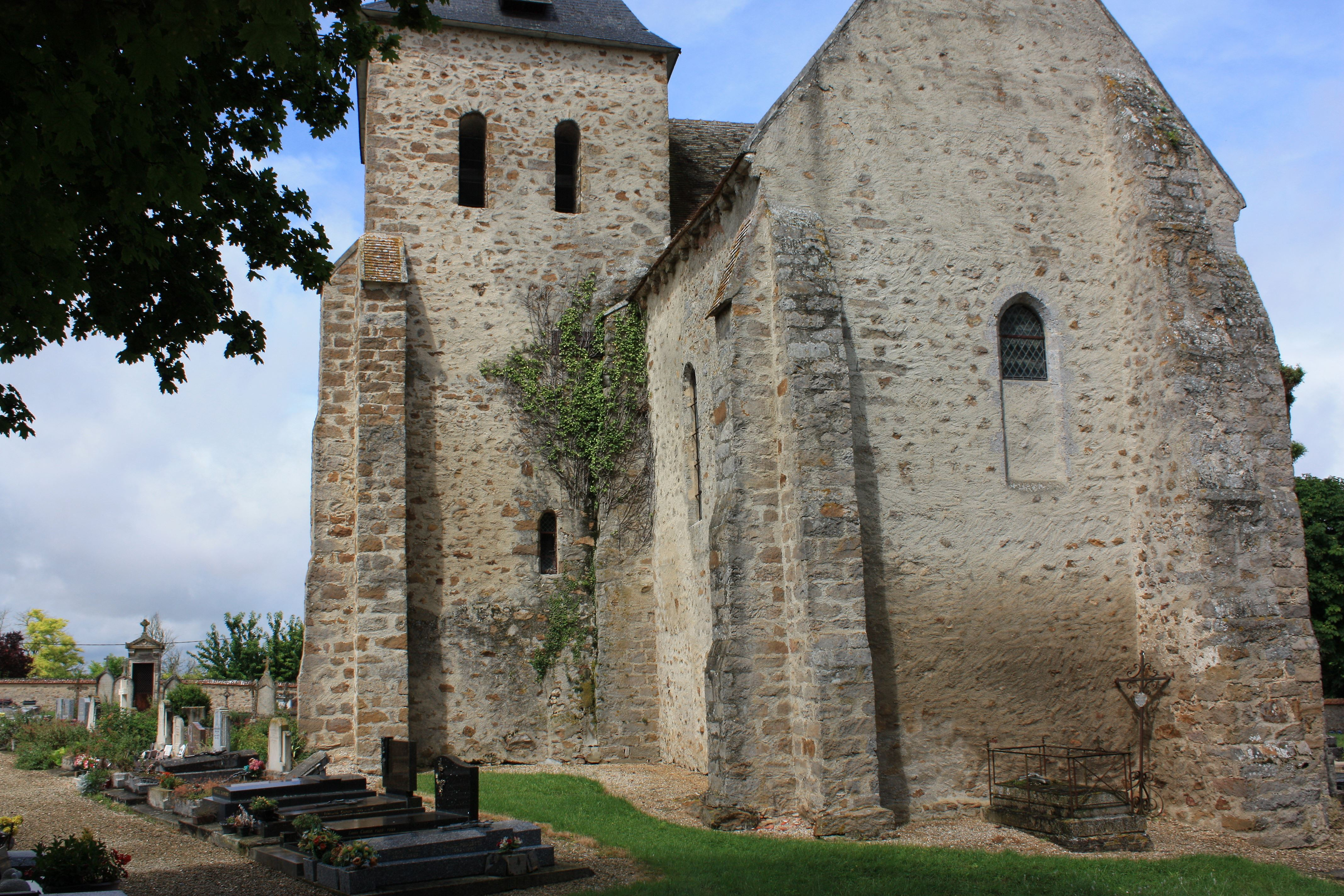
Kirche Saint-Sévère

- Kapelle Notre-Dame in Cercy